# Поливанов, Константин Михайлович (электротехник)
Константи́н Миха́йлович Полива́нов (1904—1983) — советский физик и электротехник.

## Биография
Родился 13 декабря 1904 года в московской семье, принадлежавшей к старинному дворянскому роду. Отец, М. К. Поливанов, один из первых русских инженеров-электриков, был известен работами по проектированию и сооружению электрических станций и электрического транспорта в Москве.
В 1930 году К. М. Поливанов окончил электротехнический факультет МВТУ, который в этом же году вошёл в состав МЭИ, где Константин Михайлович и начал свою научную и педагогическую деятельность под руководством профессора Л. И. Сиротинского и К. А. Круга; преподавал на кафедре теоретических основ электротехники (ТОЭ) МЭИ. Одновременно он работал в области технической физики под руководством В. К. Аркадьева, что определило одно из основных направлений его научной деятельности — физической теории электромагнитного поля и ее технических приложений. В 1942 году он защитил докторскую диссертацию «Влияние доменной структуры на поверхностный эффект в ферромагнетиках», где дал расчёты смещения границ доменов в магнитном поле высокой частоты (метод Поливанова).
В 1943 году был избран профессором; с 1952 года, после смерти К. А. Круга, заведовал кафедрой ТОЭ. В 1971 году перешёл на кафедру основ радиотехники МЭИ в должности профессора-консультанта. Также он работал во Всесоюзном электротехническом институте и в магнитной лаборатории секции электросвязи АН СССР. В последние годы занимался вопросами электродинамики движущихся сред.
Им было усовершенствовано уравнение динамического перемагничивания (1958).
Умер 17 сентября 1983 года в Москве. Похоронен на Ваганьковском кладбище.

## Публикации
К. М. Поливанов — автор и редактор классических учебников по теоретической электротехнике, более 100 научных статей и монографий:
- Электротехника: (Основы теории) : Утв. ГУУЗ НКТП в качестве учеб. пособия для курсов мастеров соц. труда / В. Ю. Ломоносов, К. М. Поливанов. — Москва ; Ленинград: ГОНТИ, Ред. энергет. лит-ры, 1938. — 284 с. : черт., граф., схем. (9-е изд., перераб. — Госэнергоиздат, 1960. — 392 с.) (совр. изд. — М.: Энергоатомиздат, 1990. — 399 с. — ISBN 5-283-00596-8)
- Ферромагнетики: Основы теории техн. применения. — Москва; Ленинград, 1957. — 256 с.
- Ferromágneses anyagok: Elméleti alapjai és műszaki alkalmazásai / K. M. Polivanov ; Ford. Fűzessy Zoltán, Takács Sándor. - Budapest: Műszaki könyvkiadó, 1960. — 368 с.
- Теоретические основы электротехники: Учебник для студентов электроэнерг. и электротехн. специальностей высш. техн. учеб. заведений: В 3 т. / Под общ. ред. К. М. Поливанова. — М.: «Энергия», 1972
- Электродинамика движущихся тел. — М.: Энергоиздат, 1982. — 192 с.
- Теория электромагнитного поля. — М.: Мир, 1983. — 271 с.

## Награды
Заслуги К. М. Поливанова были отмечены наградами: орденами Ленина, Трудового Красного Знамени, медалями.

## Семья
Жена — Маргарита Густавовна, дочь философа Густава Шпета. Их дети:
- Поливанов, Михаил Константинович, физик.
- Поливанова Анна Константиновна, лингвист.